# Manuela Manzanares
Manuela Manzanares López (Torre de Juan Abad, 1910-Southfield, Míchigan, 29 de abril de 2004) fue una arabista española.

## Biografía
Nació en la localidad ciudadrealeña de Torre de Juan Abad en 1910. Su familia marchó a vivir de Torre de Juan Abad a Valdepeñas, y de allí sus padres, ella y sus otros catorce hermanos fueron a Granada; se educó con las monjas Recogidas; gracias a su madre, Manuela pudo empezar a estudiar en 1928 hasta el tercer curso de su carrera universitaria en Granada, donde fue alumna del profesor Emilio García Gómez junto a Gloria de los Ríos y Julia Danielevski, esta última fusilada por tener apellido ruso al estallar la guerra[cita requerida]; de García Gómez hizo un gran elogio como profesor:
Era el mejor profesor. Las cosas que decía tenían enjundia, nunca se iba por las nubes, nunca dejaba cabos sueltos, era simpático
Y fue a Madrid a finales de los años veinte, lugar donde terminó su licenciatura en 1931; en 1932 le dieron una beca de la Escuela de Estudios Árabes y comenzó el doctorado, siendo allí discípula predilecta de Miguel Asín Palacios; en ambos lugares mantuvo contacto con los ambientes intelectuales republicanos y conoció a Federico García Lorca, a quien trató sobre todo en Madrid; participó en el famoso crucero universitario por el Mediterráneo de 1933, organizado por la Facultad de Filosofía y Letras de la Universidad de Madrid en 1933; en este crucero casi se ahoga accidentalmente ante el oráculo de Delfos. 
Su padre murió entonces completamente arruinado y tuvo que encargarse de sostener a toda su extensa familia; se casó al año siguiente con José Francisco Cirre, gerente de la revista Cruz y Raya; obtuvo otra beca del Centro de Estudios Históricos y otra de la Biblioteca Nacional; en este último cometido tradujo del latín unas cartas inéditas de Américo Vespucio y estudió sánscrito con Pedro Urbano González de la Calle; no pudo terminar su doctorado a causa de la Guerra Civil; tuvo que exiliarse con su marido a Bruselas, donde proseguirá sus estudios con el profesor Armand Abel; allí dictó una conferencia sobre el sufismo de época tardía, y después (1942) se instalaron en Bogotá, donde fueron muy bien recibidos y Manuela trabajó en la Biblioteca Nacional editando la correspondencia de Rufino José Cuervo: Cartas de su archivo, recibidas por Rufino José Cuervo (5 tomos), aunque no se menciona en esta obra su trabajo; publicó algunos trabajos en Revista de Indias, en la Revista de la Universidad de Antioquía, etc., sobre temas tan diversos como Gertrudis Gómez de Avellaneda, Rufino J. Cuervo y sus amigos, Quevedo etcétera; dio también algunas conferencias, una de ellas sobre un arabista colombiano, Ezequiel Uricoechea, otra sobre la influencia de las Mil y una noches en el cuento español y sobre la mujer en la Edad Media; allí conoció a Pablo Neruda; les fue ofrecido un puesto al matrimonio Cirre en el Departamento de Lenguas Románicas y Germánicas del College of Liberal Arts de la Wayne State University de Detroit, y se establecieron allí en 1946. Manuela pudo terminar su doctorado en la Universidad Ann Arbor de Míchigan (1958). De ese trabajo nació su libro Arabistas españoles del siglo XIX, publicado por El Instituto Hispano-Árabe de Cultura publicó en 1972, reimpreso en 1979 y traducido al árabe en 2003 por el profesor Gamal Abdel Rahman, de la Universidad de Al-Azhar (El Cairo).
Ha colaborado en revistas como Al-Andalus, Anuario de Estudios Medievales, Bulletin Hispanique y Hispanic Review, donde ha publicado artículos sobre influencias árabes en la cultura española, literatura aljamiada y arabistas contemporáneos en especial. La Bibliografía de la literatura aljamiado-morisca, de Luis F. Bernabé Pons, publicada por la Universidad de Alicante, en 1992, recoge varios trabajos de Manuela Manzanares sobre esta especialidad.

## Obras
- Arabistas españoles del siglo XIX. Madrid, IHAC, 1979.
- Con José Francisco Cirre, España y los españoles, Nueva York, Holt, Rinehart And Winston, 1970. (ISBN: 003058051X)
- "Gloria y descrédito de D. José Antonio Conde", Anuario de estudios medievales, ISSN 0066-5061, N.º 6, 1969, pags. 553-562
- "Nota sobre la aljamía", Anuario de estudios medievales, ISSN 0066-5061, N.º 5, 1968, pags. 479-482.